# Diema DL 6
Die DL 6 der Diepholzer Maschinenfabrik Fritz Schöttler (Diema) ist eine Diesellokomotive für Feldbahnen. Mit einem Gewicht von etwa 1 t, einer Länge von ca. 1,7 m und einem Achsstand von 0,5 m gehört sie zu den kleinsten Lokomotiven überhaupt.

## Geschichte und Versionen
Die DL 6 entstand 1955 als kleinere und leistungsschwächere Version der DL 8. Insgesamt wurden 220 Exemplare gebaut, womit die DL 6 zu den erfolgreichsten Diema-Konstruktionen gehört. Eingesetzt wurden die Lokomotiven vor allem von kleinen Torfabbaubetrieben. Die letzte Lokomotive wurde im September 1970 ausgeliefert; das Nachfolgemodell wurde die äußerlich fast gleiche DFL 10.
18 Maschinen wichen vom Standard ab, darunter Tunnelausführungen, die als DL 6 T und DL 6/3 T bezeichnet wurden. Die ab 1968 gebaute Variante DL 6/3 bzw. DL 6/3 T unterschied sich von der Standardausführung durch einen neueren und etwas leistungsfähigeren Motor.

## Technik
Die Lokomotiven sind auf einem geschweißten Außenrahmen aufgebaut. Die Breite des Rahmens hing von der Spurweite ab, insbesondere gab es eine Version für die in den Niederlanden verbreitete 700-mm-Spur. Die Exemplare ab 1957 haben einen um etwa 10 cm verlängerten Rahmen. Die „Puffer“ bestehen aus einem gebogenen Stück Stahlblech.
In der DL 6 kommen luftgekühlte Einzylinder-Dieselmotoren zwischen 4 und 6,2 kW zum Einsatz, zunächst von Güldner, später von Deutz. Die Güldner-Variante (33 Stück) war an einer etwas niedrigeren Motorverkleidung zu erkennen. Viele der Güldner-Motoren wurden später durch die zuverlässigeren Deutz-Motoren ersetzt, so dass heute kaum noch Exemplare mit Güldner-Motor existieren.
Die Leistungsübertragung erfolgt über einen Keilriemen vom Motor auf ein mechanisches Zweiganggetriebe und von dort aus über Rollenketten auf die beiden Achsen. Diese waren zunächst über Evolutfedern abgestützt; später wurden Schraubenfedern eingebaut.
Die ersten Exemplare hatten eine auf das Getriebe wirkende Bremse und optional eine nur auf eine Achse wirkende Backenbremse. Später entfiel die Getriebebremse, und es wurden beide Achsen gebremst, zunächst über einen Hebel mit Rasten, schließlich über einen Wurfhebel.  
Der Fahrersitz ist, wie bei Lokomotiven dieser Kategorie üblich, quer zur Fahrtrichtung eingebaut, so dass der Fahrer seine Position bei Fahrtrichtungswechseln nicht ändern muss. Motor und Getriebe nebst Schalthebeln befinden sich dabei rechts vom Fahrer, der Bremshebel links. Einige Lokomotiven haben ein auf vier Stützen ruhendes Dach; mindestens eine DL 6/3 hat zusätzlich Führerhausstirnwände mit Fensteröffnungen.